# R's Bar〜漫画家の集まる店〜
『R's Bar〜漫画家の集まる店〜』（アールズバー まんがかのあつまるみせ）は、黒澤Rによる日本の漫画。『ヤングアニマル嵐』（白泉社発行）にて2013年No.4から2014年No.7まで連載された後、同社の『ヤングアニマルDensi』に移籍して2014年10月24日配信分より2015年9月25日配信分まで連載された。
日々締切に追われる漫画家達が疲れた腕と心を休めに訪れるというお店R's Bar。お店のママである黒澤Rがホストとなって、来店したゲストの漫画家に、この稼業ならではの悲喜こもごもを聞き出す、取材に基づくエッセイ漫画である。

## 登場人物
黒澤Rママ
R's Barのママ。実際にも双子の女の子のママでもあり、子育て資金を稼ぐために、お店を始めた。飾らない性格だが、酒での失敗が多い。顔が広い彼女の元には、人気漫画家達が訪れるようである。
徳ちゃん
Rママの担当編集者。遊興費を稼ぐためにR's Barで副業としてバーテンをしている。温厚な語り口だが、Rママの提案する育児漫画を容赦なくボツにするなど仕事には厳しい様子。

## 来店ゲスト
- 羽海野チカ
- 森繁拓真
- 押見修造
- えりちん
- 花沢健吾
- こざき亜衣
- 古屋兎丸
- 浅野いにお
- すえのぶけいこ
- 若杉公徳
- 藤原さとし
- 宮下裕樹

## 単行本
- 黒澤R 『漫画家さん いらっしゃい! R's Bar 〜漫画家の集まる店〜』 白泉社〈ジェッツコミックス〉、全1巻
  1. 2014年9月29日発売 ISBN 978-4-592-14287-4